# 飛鷹 (水雷砲艦)
飛鷹は、1895年に進水した清・中華民国海軍の水雷砲艦である。1932年に内戦による空襲で沈没した。

## 艦形
駆逐艦の普及前の19世紀末に魚雷の運用艦として流行した小型・高速の水雷砲艦と呼ばれる艦種で、後に駆逐艦に類別された。排水量837トンの鋼製の船体で、艦首は波除を良くするため亀の甲のように甲板が凸断面となったタートルバック型を採用、2本のマストと4本の煙突を備えた。ヤーロー式水管式缶を用いた蒸気機関で速力22ノットを発揮した。
主砲は4インチ（102mm）単装速射砲を艦首と艦尾に1基ずつ備え、補助火砲として6ポンド速射砲6門と1ポンド速射砲4門を有した。また、水雷兵装は、上甲板の魚雷発射管3基のほかに外装水雷（スパートーピード）3基も搭載していた。

## 艦歴
1895年にドイツのフルカン造船所で進水、清国政府が取得して日清戦争終結翌年の1896年に竣工した。
1909年3月2日（時憲暦2月11日）、広東水師提督李準の命により、「飛鷹」は東沙諸島の調査を行った。これは日本人入植者西沢吉治が東沙諸島を占拠して中国漁民に被害を与えた事件に対する対応で、「飛鷹」による調査に続く外交交渉の結果、同年10月に清の東沙諸島に対する領有権が確認された（西澤島事件）。
「飛鷹」は再建された北洋艦隊第1艦隊に所属していたが、中華民国成立後の護国戦争中の1916年（民国5年）6月に李鼎新海軍総司令が反袁世凱の指令を発したのに従って、上海港で護国政府支持の艦隊行動に参加した。1917年（民国6年）7月に第一次護法運動が始まると、李国堂艦長の下、防護巡洋艦「海圻」などとともに程璧光海軍総長に率いられて北京政府の指揮を離脱、広東省に下って広東軍政府の西南護法艦隊に参加した。1923年（民国12年）12月に西南護法艦隊の主力が北京政府に帰順した際にも、「飛鷹」は広東省に留まり、砲艦「永豊」などと並んで広東政府の広東海軍の主力となった。全国統一を果たした南京国民政府の派遣した陳済棠が広東省を支配するようになると、広東海軍は国民革命軍海軍第4艦隊に改組され、「飛鷹」も第4艦隊に所属した。
1931年（民国20年）5月に広東省の陳済棠は蔣介石の率いる南京国民政府からの独立を表明して広州国民政府（広東政権）を樹立、第4艦隊は広東政権の第1艦隊に改組された。しかし、広東政権海軍の陳策司令官は蔣介石寄りの立場で、1932年（民国21年）5月に海南島海口へ艦隊を集結させて広東政権と対峙した。「飛鷹」も陳策に従って海南島に展開していたところ、同年7月7日に広東政権空軍機による爆撃を受け、撃沈された。なお、「飛鷹」を撃沈した広東政権空軍は軍閥の航空戦力として有力なもので、陳策側の砲艦「中山」（旧「永豊」）も爆撃して香港に追いやったほか、2年後の1934年には各種軍用機90機を保有する規模に達している。